# Vicente Ridaura
Vicente Juan Ridaura Sebastián es un ex ciclista profesional español. Nació en Horno de Alcedo el 22 de agosto de 1963. Fue profesional desde 1984 hasta 1994.
En las categorías inferiores destacan el campeonato Provincial de Valencia en la categoría de cadete, en juveniles el campeonato de España de contrarreloj por equipos y el campeonato de España de persecución olímpica en pista.

## Palmarés
1986
- 1º en Memorial Manuel Galera, (Armilla), Armilla (Andalucía), España.
- 1 Etapa de la Vuelta a  Castilla y León (Burgos)

1989
- Vuelta a Galicia, más 1º Etapa Reina.
- 1º en Alquerías (b), Alquerías (Murcia), España.

1991
- 1 Etapa Reina de la Vuelta a Portugal.
- 3º General Vuelta Portugal

1992
- 1º en 8ª etapa Grande Prémio 'O Jogo', Portugal
- 1 etapa de la Vuelta al Alentejo

## Resultados en las Grandes Vueltas
| Carrera         | 1985 | 1986 | 1987 | 1988  | 1989 | 1990 | 1991 | 1992 | 1993  |
| --------------- | ---- | ---- | ---- | ----- | ---- | ---- | ---- | ---- | ----- |
| Giro de Italia  | -    | -    | -    | -     | -    | 72.º | -    | -    | 102.º |
| Tour de Francia | -    | 87.º | -    | 107.º | -    | 63.º | -    | -    | -     |
| Vuelta a España | -    | -    | Ab   | 24º   | Ab   | -    | Ab   | -    | -     |

-: no participa

Ab.: abandono

## Equipos
- Flower-Somec (1982-1984)
- Orbea (1984-1985)
- Seat-Orbea (1985-1986)
- Caja Rural (1987-1988)
- Seur (1989-1990)
- Artiach (1991-1993)